# Brouwerij Vissenaken
Brouwerij Vissenaken is een Belgische microbrouwerij te Vissenaken (Tienen) in de provincie Vlaams-Brabant.

## Geschiedenis
Deze microbrouwerij werd in 2007 opgericht door Rudy Scheys. Deze kleinschalige ambachtelijke brouwerij brouwt twee bieren Himelein en Fasso het gehele jaar door en een kerstbier De Nacht. Er wordt ook in opdracht gebrouwen. Op de etiketten van de brouwerij staat een magische spiraal (deze werd teruggevonden in Ierland in de ruïnes van een oude tempel daterend uit de Bronstijd). Daaronder staat het jaartal MDCLVII (1657) verwijzend naar het brouwersverleden van de familie Scheys.

## Bieren
- Himelein, bruin, 6%
- Fasso, blond, 6,5%
- De Nacht, kerstbier, 5,2%